# Raquetebol nos Jogos Pan-Americanos de 2011
O raquetebol nos Jogos Pan-Americanos de 2011 foi realizado em Guadalajara, no México, entre 17 e 25 de outubro. Simples, duplas e equipes masculinas e femininas foram disputados no Complexo de Raquetebol, totalizando seis eventos.

## Calendário
| Outubro    | 13 | 14 | 15 | 16 | 17 | 18 | 19 | 20 | 21 | 22 | 23 | 24 | 25 | 26 | 27 | 28 | 29 | 30 |
| ---------- | -- | -- | -- | -- | -- | -- | -- | -- | -- | -- | -- | -- | -- | -- | -- | -- | -- | -- |
| Raquetebol |    |    |    |    |    |    |    |    |    | 4  |    |    | 2  |    |    |    |    |    |

|  | Dia de competição |  | Dia de final |

## Países participantes
Abaixo, a quantidade de atletas enviados por cada país, de acordo com o evento. Os países que inscreveram apenas dois atletas, no masculino ou no feminino, também participaram da competição por equipes.
| CON                      | Masculino | Feminino | Total |
| ------------------------ | --------- | -------- | ----- |
| ARG Argentina            | 2         | 2        | 4     |
| BOL Bolívia              | 3         | 4        | 7     |
| CAN Canadá               | 4         | 4        | 8     |
| COL Colômbia             | 4         | 1        | 5     |
| CHI Chile                |           | 2        | 2     |
| CRC Costa Rica           | 2         |          | 2     |
| GUA Guatemala            |           | 1        | 1     |
| DOM República Dominicana | 2         | 2        | 4     |
| ECU Equador              | 3         | 2        | 5     |
| HON Honduras             | 2         |          | 2     |
| MEX México               | 4         | 4        | 8     |
| USA Estados Unidos       | 4         | 4        | 8     |
| VEN Venezuela            | 3         | 2        | 5     |
| Total de atletas         | 33        | 28       | 61    |
| Total de CONs            | 11        | 11       | 12    |

## Medalhistas
Masculino
| Evento              | Ouro                                                   | Prata                                                                | Bronze |
| ------------------- | ------------------------------------------------------ | -------------------------------------------------------------------- | --- |
| Individual detalhes | Rocky Carson USA Estados Unidos                        | Gilberto Mejía MEX México                                            | Álvaro Beltrán MEX México Vincent Gagnon CAN Canadá                                                                        |
| Duplas detalhes     | Álvaro Beltrán Javier Moreno MEX México                | César Castillo Jorge Hirsekorn VEN Venezuela                         | Christopher Crowther Shane Vanderson USA Estados Unidos Kristofer Odegard Timothy Landeryou CAN Canadá                     |
| Equipes detalhes    | Álvaro Beltrán Gilberto Mejía Javier Moreno MEX México | Christopher Crowther Rocky Carson Shane Vanderson USA Estados Unidos | Alejandro Herrera Francisco Gómez Juan Torres Juan Herrera COL Colômbia Fernando Ríos José Álvarez José Ugalde ECU Equador |

Feminino
| Evento              | Ouro                                     | Prata                                                       | Bronze                                                                                |
| ------------------- | ---------------------------------------- | ----------------------------------------------------------- | ------------------------------------------------------------------------------------- |
| Individual detalhes | Paola Longoria MEX México                | Rhonda Rajsich USA Estados Unidos                           | Cheryl Gudinas USA Estados Unidos María Vargas BOL Bolívia                            |
| Duplas detalhes     | Paola Longoria Samantha Salas MEX México | Aimee Ruiz Rhonda Rajsich USA Estados Unidos                | María Córdova María Muñoz ECU Equador Angela Grisar Carla Muñoz CHI Chile             |
| Equipes detalhes    | Paola Longoria Samantha Salas MEX México | Aimee Ruiz Cheryl Gudinas Rhonda Rajsich USA Estados Unidos | Cintia Loma Jenny Daza María Vargas BOL Bolívia María Córdova María Muñoz ECU Equador |

## Quadro de medalhas
| Ordem | País               | Medalha de ouro | Medalha de prata | Medalha de bronze |    |
| ----- | ------------------ | --------------- | ---------------- | ----------------- | -- |
| 1     | MEX México         | 5               | 1                | 1                 | 7  |
| 2     | USA Estados Unidos | 1               | 4                | 2                 | 7  |
| 3     | VEN Venezuela      |                 | 1                |                   | 1  |
| 4     | ECU Equador        |                 |                  | 3                 | 3  |
| 5     | BOL Bolívia        |                 |                  | 2                 | 2  |
|       | CAN Canadá         |                 |                  | 2                 | 2  |
| 7     | CHI Chile          |                 |                  | 1                 | 1  |
|       | COL Colômbia       |                 |                  | 1                 | 1  |
| TOTAL | TOTAL              | 6               | 6                | 12                | 24 |